# Amorphopus humeralis
Amorphopus humeralis är en insektsart som beskrevs av Walker, F. 1871. Amorphopus humeralis ingår i släktet Amorphopus och familjen torngräshoppor. Inga underarter finns listade i Catalogue of Life.